# Ivona Brandić
Ivona Brandić (* 23. Dezember 1977 in Gradačac, Bosnien-Herzegowina) ist eine österreichische Informatikerin am Institut für Softwaretechnik und Interaktive Systeme der Technischen Universität Wien. Ihr Forschungsgebiet ist Cloud-Computing.

## Leben
Ivona Brandić kam 1992 aufgrund des Kriegsausbruches in ihrem Heimatland nach Österreich.
Nach dem Besuch der HTL Mödling studierte sie Wirtschaftsinformatik an der Universität Wien sowie an der Technischen Universität Wien und schloss ihr Studium 2007 mit einer Dissertation über Spezifizierung und Planung von Grid Workflows mit multiplen Randbedingungen ab. Von 2002 bis 2007 war sie wissenschaftliche Mitarbeiterin am Institut für Scientific Computing der Universität Wien. Von 2007 bis 2014 war sie Postdoc am Institut für Informationssysteme der Technischen Universität Wien. 2008 war sie Gastforscherin an der Universität Melbourne, Australien. 2013 erfolgte ihre Habilitation im Fach Praktische Informatik. Von 2014 bis 2015 war sie Assistenzprofessorin am Institut für Softwaretechnik und Interaktive Systeme der Technischen Universität Wien. Seit 2016 ist sie Universitätsprofessorin für High Performance Computing Systems an der Technischen Universität Wien.
2016 wurde Ivona Brandić in die Österreichische Akademie der Wissenschaften aufgenommen.

## Forschung
Ivona Brandić beschäftigt sich mit der Laufzeitoptimierung von ultra-scale Systemen insbesondere in den Bereichen:
- Virtualisierte HPC-Systeme
- Energie-effiziente ultra-scale Systeme
- Cloud, Web & Workflow Quality of Service (QoS)
- Service-orientierte verteilte Systeme

Sie ist die meistzitierte europäische Wissenschaftlerin im Bereich der Cloud-Computing-Systeme.

## Publikationen (Auszug)
- Rajkumar Buyya, Chee Shin Yeo, Srikumar Venugopal, James Broberg, and Ivona Brandic. Cloud Computing and Emerging IT Platforms: Vision, Hype, and Reality for Delivering Computing as the 5th Utility, Future Generation Computer Systems, 25(6):599-616, June 2009.
- Damien Borgetto, Michael Maurer, Georges Da Costa, Jean-Marc Pierson, I. Brandic. Energy-efficient and SLA-Aware Management of IaaS Clouds. e-Energy 2012 -Third International Conference on Future Energy Systems, May 9-11 2012, Madrid, Spain.
- Vincent C. Emeakaroha, Marco A. S. Netto, Rodrigo N. Calheiros, Ivona Brandic, Rajkumar Buyya, Cesar A. F. De Rose. Towards Autonomic Detection of SLA Violations in Cloud Infrastructures, Future Generation Computer Systems, 28(7): 1017-1029, pp. 1017-1029, July 2012.
- Michael Maurer, Ivona Brandic, and Rizos Sakellariou. Adaptive Resource Configuration for Cloud Infrastructure Management. Future Generation Computer Systems. Special section: Recent advances in e-Science. 29(2):472-487, February 2013.
- Toni Mastelic, Jasmina Jasarevic and Ivona Brandic. CPU Performance Coefficient (CPU-PC): A Novel Performance Metric Based on Real-time CPU Resource Provisioning in Time-shared Cloud Environments. 6th IEEE International Conference on Cloud Computing Technology and Science, (CloudCom 2014), Singapore 15-18 Dec. 2014.
- Toni Mastelic, Ariel Oleksiak, Holger Claussen, Ivona Brandic, Jean-Marc Pierson, Athanasios V. Vasilakos. Cloud Computing: Survey on Energy Efficiency. ACM Computing Surveys (CSUR), Volume 47, Issue 2, Article Nr. 33, December 2014.

## Auszeichnungen
2011 erhielt sie den MIA-Award, welcher an Frauen verliehen wird, die zwar nicht in Österreich geboren wurden, aber dort erfolgreich tätig sind und den Wissenschaftspreis der Technischen Universität Wien. 2015 erhielt sie einen START-Preis des FWF. Seit 2016 ist sie Mitglied der Jungen Kurie der Österreichischen Akademie der Wissenschaften.